# Lycée Henri Sellier (tramway d’Île-de-France)
Lycée Henri Sellier vasútállomás Franciaországban, Livry-Gargan településen.

## Vasútvonalak
Az állomást az alábbi vasútvonalak érintik:
- Bondy–Aulnay-sous-Bois-vasútvonal
- 4-es villamos

## Kapcsolódó állomások
A vasútállomáshoz az alábbi állomások vannak a legközelebb:
- Gargan (Bondy, 4-es villamos)
- L’Abbaye (Aulnay-sous-Bois (tram), 4-es villamos)